# Xoridesopus notialis
Xoridesopus notialis är en stekelart som beskrevs av Gupta 1983. Xoridesopus notialis ingår i släktet Xoridesopus och familjen brokparasitsteklar. Inga underarter finns listade i Catalogue of Life.